# Alenka Bikar
Alenka Bikar (ur. 7 stycznia 1974 w Lublanie) – słoweńska lekkoatletka.
Trzykrotnie startowała na igrzyskach olimpijskich. W 1996 roku odpadła w półfinale, zajmując przedostatnie, 7. miejsce w swoim biegu z czasem 22,82 s, co w końcowej klasyfikacji dało jej 13. lokatę. Cztery lata później zakończyła rywalizację na ćwierćfinale, plasując się na 5. pozycji w swoim biegu z czasem 23,01 s. W 2004 roku ponownie odpadła w ćwierćfinale, tym razem zajmując 7. miejsce w swoim biegu z czasem 23,38 s.
W 2000 roku została halową wicemistrzynią Europy w biegu na 200 m z czasem 23,16 s. Dwukrotna medalistka igrzysk śródziemnomorskich w biegu na 200 m: złota z 2005 z czasem 23,65 s i brązowa z 1997 z czasem 22,95 s. W 2001 roku była 5. na mistrzostwach świata.
Czterokrotna mistrzyni Słowenii w biegu na 100 (1998, 2000–2002) i 200 m (1994–1997). Dwukrotna halowa mistrzyni Słowenii na 60 m (1998, 1999) i trzykrotna na 200 m (2003–2005). Pięćdziesięciokrotna reprezentantka Słowenii w meczach międzypaństwowych. W 2001 została wybrana najlepszą sportsmenką roku w Słowenii, w 1998 była druga, a w 1997 trzecia. Ponadto dwukrotnie (2001, 2005) została najlepszą słoweńską lekkoatletką roku, trzy razy (1996, 1998, 2002) była druga i również trzykrotnie (1997, 1999, 2000) trzecia. W 2008 roku zakończyła karierę. Reprezentowała AK Olimpija Lublana, jej trenerem był do 1988 roku Luka Drašler, a od 1989 roku Jurij Kastelic.
19 kwietnia 2012 została posłanką Zgromadzenia Państwowego z listy Pozytywnej Słowenii, zastępując Zorana Jankovicia, który objął posadę burmistrza Lublany. Związana z Marjanem Kernem, z którym ma dwoje dzieci: córkę Pikę i syna Matica.
Rekordy życiowe:
- 60 m (hala) – 7,20 s (Gandawa, 27 lutego 2000)
- 100 m – 11,21 s (Maribor, 8 lipca 2001)
- 200 m – 22,76 s (Ingolstadt, 27 maja 2001)
- 200 m (hala) – 23,16 s (Gandawa, 26 lutego 2000), rekord Słowenii[23]
- 300 m – 37,48 s (Nova Gorica, 12 maja 2001), dawny rekord Słowenii[4]